# Senátní obvod č. 40 – Kutná Hora
Senátní obvod č. 40 – Kutná Hora je podle zákona č. 247/1995 Sb. tvořen celým okresem Kutná Hora, západní částí okresu Havlíčkův Brod, ohraničenou obcemi Borek, Uhelná Příbram, Nová Ves u Chotěboře, Nejepín, Jilem, Sedletín, Olešná, Radostín, Veselý Žďár, Okrouhlice, Krásná Hora, Květinov, Michalovice, Lípa, Herálec a Slavníč, jižní částí okresu Benešov, ohraničenou na jihovýchodě obcemi Tichonice, Psáře, Všechlapy, Libež, Slověnice, Bílkovice, Radošovice, Vlašim, Veliš, Louňovice pod Blaníkem a Kamberk, a východní částí okresu Benešov, tvořenou obcí Sázava.
Současným senátorem je od roku 2022 Bohuslav Procházka, člen KDU-ČSL. V Senátu je členem Senátorského klubu KDU-ČSL a nezávislí.

## Senátoři

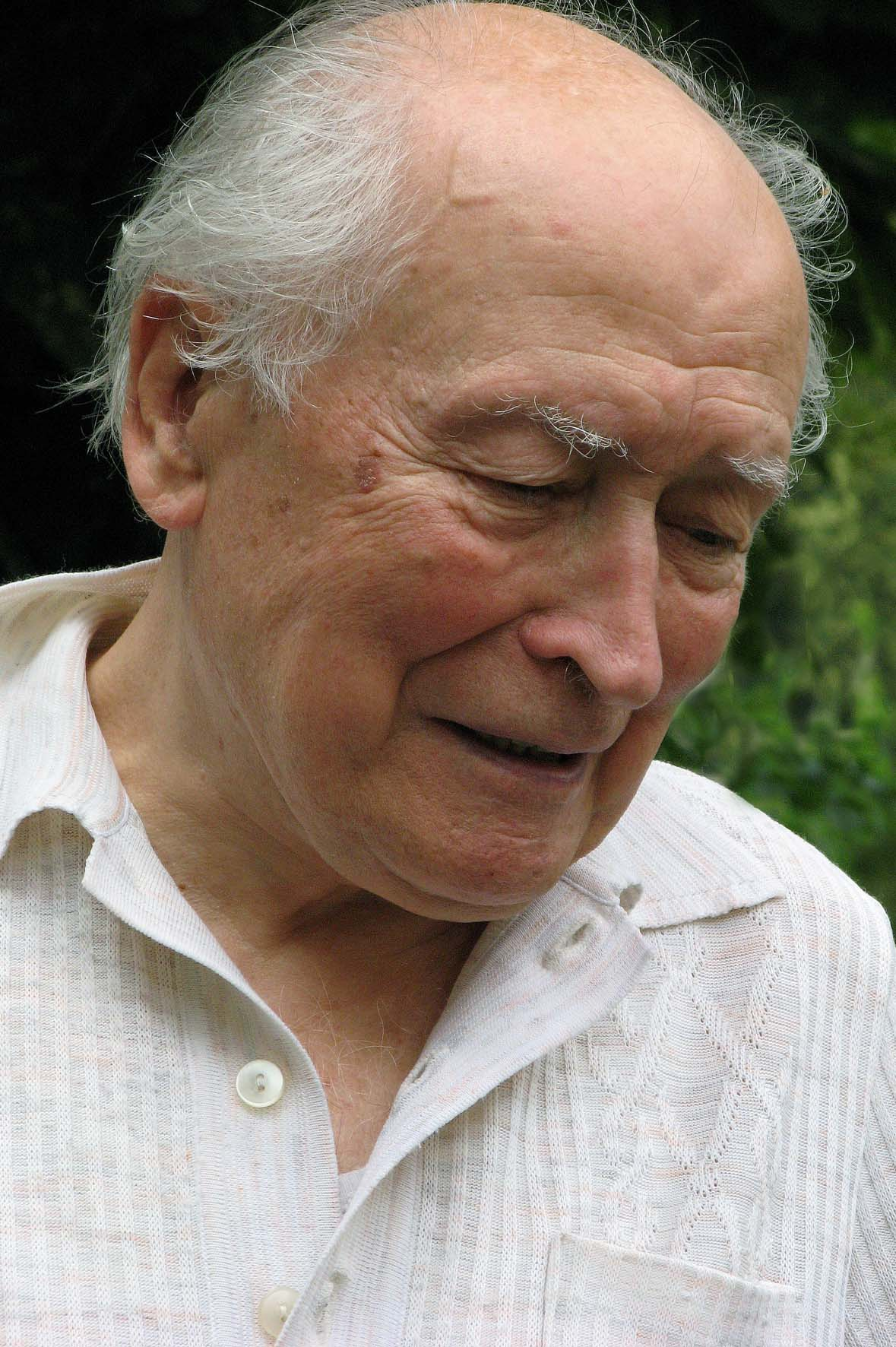
Karel Floss
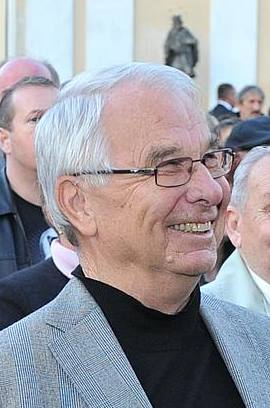
Jan Fencl
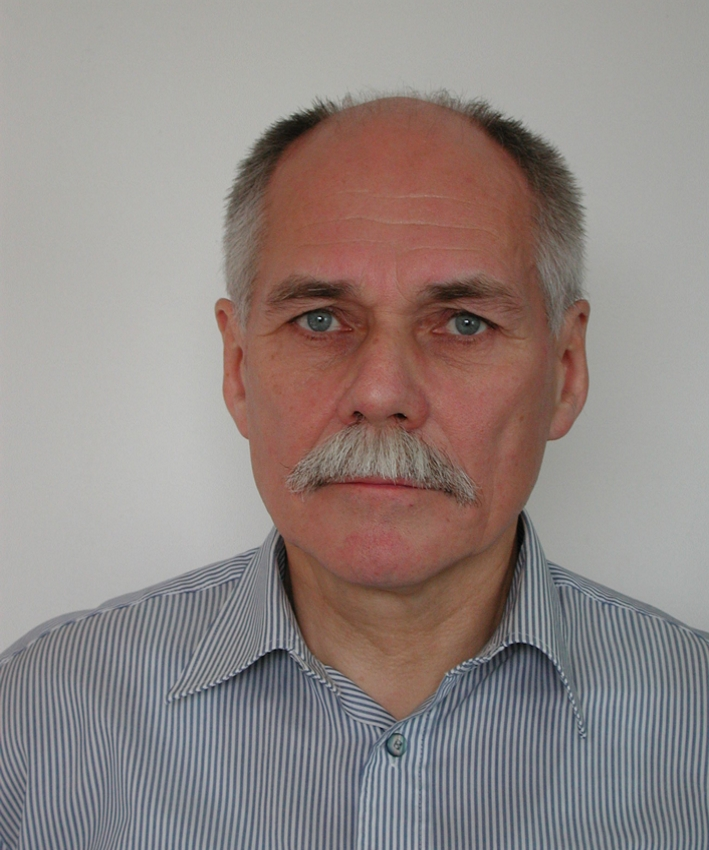
Bedřich Moldan
Jaromír Strnad
Bohuslav Procházka

| Volby | Volby          | Senátor                          | Volební strana | Navrhující strana | Politická příslušnost | Odkaz  |
| ----- | -------------- | -------------------------------- | -------------- | ----------------- | --------------------- | ------ |
|       | 1996           | doc. PhDr. Karel Floss           | ČSSD           | ČSSD              | ČSSD                  | profil |
| 1998  | Ing. Jan Fencl | profil                           | ČSSD           | ČSSD              | ČSSD                  |        |
|       | 2004           | prof. RNDr. Bedřich Moldan, CSc. | ODS            | ODS               | ODS                   | profil |
|       | 2010           | Ing. Jaromír Strnad              | ČSSD           | ČSSD              | ČSSD                  | profil |
| 2016  |                | Ing. Jaromír Strnad              | ČSSD           | ČSSD              | ČSSD                  | profil |
|       | 2022           | MUDr. Bohuslav Procházka         | KDU-ČSL        | KDU-ČSL           | KDU-ČSL               | profil |

## Volby

### Rok 1996
| Kandidát               | Volební strana | Navrhující strana | Politická příslušnost | Počet hlasů (1. kolo) | %     | Počet hlasů (2. kolo) | %     |
| ---------------------- | -------------- | ----------------- | --------------------- | --------------------- | ----- | --------------------- | ----- |
| doc. PhDr. Karel Floss | ČSSD           | ČSSD              | ČSSD                  | 8 016                 | 26,42 | 15 680                | 53,07 |
| RNDr. Ivo Šanc, CSc.   | ODS            | ODS               | ODS                   | 11 879                | 39,16 | 13 866                | 46,93 |
| Ing. Jan Mičánek       | KDU-ČSL        | KDU-ČSL           | BEZPP                 | 4 710                 | 15,53 | —                     | —     |
| JUDr. Radoslav Klein   | KSČM           | KSČM              | KSČM                  | 4 651                 | 15,33 | —                     | —     |
| PhDr. Radko Šťastný    | ČSNS           | ČSNS              | ČSNS                  | 1 082                 | 3,57  | —                     | —     |

### Rok 1998
| Kandidát             | Volební strana | Navrhující strana | Politická příslušnost | Počet hlasů (1. kolo) | %     | Počet hlasů (2. kolo) | %     |
| -------------------- | -------------- | ----------------- | --------------------- | --------------------- | ----- | --------------------- | ----- |
| Ing. Jan Fencl       | ČSSD           | ČSSD              | ČSSD                  | 9 638                 | 28,26 | 9 229                 | 55,58 |
| Ing. Miloslav Palán  | ODS            | ODS               | ODS                   | 8 918                 | 26,15 | 7 376                 | 44,42 |
| Ing. Josef Mikšovský | 4KOALICE       | 4KOALICE          | KDU-ČSL               | 8 398                 | 24,62 | —                     | —     |
| Václav Melša         | KSČM           | KSČM              | KSČM                  | 7 153                 | 20,97 | —                     | —     |

### Rok 2004
| Kandidát                         | Volební strana | Navrhující strana | Politická příslušnost | Počet hlasů (1. kolo) | %     | Počet hlasů (2. kolo) | %     |
| -------------------------------- | -------------- | ----------------- | --------------------- | --------------------- | ----- | --------------------- | ----- |
| prof. RNDr. Bedřich Moldan, CSc. | ODS            | ODS               | ODS                   | 5 522                 | 24,13 | 8 066                 | 51,22 |
| PhDr. Běla Hejná                 | ČSSD           | ČSSD              | BEZPP                 | 4 810                 | 21,02 | 7 680                 | 48,77 |
| Václav Melša                     | KSČM           | KSČM              | KSČM                  | 4 183                 | 18,28 | —                     | —     |
| RNDr. Ivo Šanc, CSc.             | US-DEU         | US-DEU            | US-DEU                | 3 501                 | 15,30 | —                     | —     |
| Ing. Josef Viktora               | NK             | NK                | BEZPP                 | 2 356                 | 10,29 | —                     | —     |
| Petr Janda                       | NEZ            | NEZ               | BEZPP                 | 1 428                 | 6,24  | —                     | —     |
| Ing. Vladimír Zeman              | SNK, ED        | ED                | BEZPP                 | 1 077                 | 4,70  | —                     | —     |

### Rok 2010
| Kandidát                 | Volební strana | Navrhující strana | Politická příslušnost | Počet hlasů (1. kolo) | %     | Počet hlasů (2. kolo) | %     |
| ------------------------ | -------------- | ----------------- | --------------------- | --------------------- | ----- | --------------------- | ----- |
| Ing. Jaromír Strnad      | ČSSD           | ČSSD              | ČSSD                  | 13 125                | 30,59 | 14 500                | 60,16 |
| MUDr. Zdeněk Nováček     | TOP 09, STAN   | TOP 09            | BEZPP                 | 7 261                 | 16,92 | 9 599                 | 39,83 |
| Ing. Lucie Talmanová     | ODS            | ODS               | ODS                   | 5 389                 | 12,56 | —                     | —     |
| Stanislav Veselý         | KSČM           | KSČM              | KSČM                  | 4 594                 | 10,70 | —                     | —     |
| Ing. Oldřich Doležal     | NK             | NK                | BEZPP                 | 3 118                 | 7,26  | —                     | —     |
| PhDr. Olga Zubová        | DSZ            | DSZ               | DSZ                   | 2 515                 | 5,86  | —                     | —     |
| Ing. Michaela Šojdrová   | KDU-ČSL        | KDU-ČSL           | KDU-ČSL               | 2 406                 | 5,60  | —                     | —     |
| Ladislav Exner           | VV             | VV                | VV                    | 1 843                 | 4,29  | —                     | —     |
| Mgr. Jana Volfová        | Suverenita     | Suverenita        | SDŽ                   | 1 203                 | 2,80  | —                     | —     |
| Marie Matyášová          | SPOZ           | SPOZ              | SPOZ                  | 810                   | 1,88  | —                     | —     |
| Ing. Milan Vodička, CSc. | Svobodní       | Svobodní          | Svobodní              | 405                   | 0,94  | —                     | —     |
| Ing. Josef Mrocek        | KČ             | KČ                | KČ                    | 236                   | 0,55  | —                     | —     |

### Rok 2016
| Kandidát                        | Volební strana      | Navrhující strana | Politická příslušnost | Počet hlasů (1. kolo) | %     | Počet hlasů (2. kolo) | %     |
| ------------------------------- | ------------------- | ----------------- | --------------------- | --------------------- | ----- | --------------------- | ----- |
| Ing. Jaromír Strnad             | ČSSD                | ČSSD              | ČSSD                  | 9 560                 | 29,64 | 8 312                 | 54,79 |
| RNDr. Ivo Šanc, CSc.            | STAN                | STAN              | BEZPP                 | 8 061                 | 25,00 | 6 856                 | 45,20 |
| prof. MUDr. Julius Špičák, CSc. | ANO                 | ANO               | ANO                   | 5 657                 | 17,54 | —                     | —     |
| Lenka Bochníčková               | KSČM                | KSČM              | BEZPP                 | 4 539                 | 14,07 | —                     | —     |
| Ing. Milan Vodička, CSc.        | ODS, Svobodní, SsČR | Svobodní          | Svobodní              | 3 402                 | 10,55 | —                     | —     |
| RNDr. Radim Špaček              | KČ                  | KČ                | BEZPP                 | 1 024                 | 3,17  | —                     | —     |

### Rok 2022
Ve volbách v roce 2022 obhajoval svůj mandát za ČSSD a hnutí ANO senátor Jaromír Strnad. Mezi jeho šest vyzyvatelů patřili daňová poradkyně a nestranička za ODS Kateřina Daczická, manažer ve výrobě Antonín Dušek z SPD nebo starosta Vlašimi, bývalý senátor za obvod č. 41 – Benešov a nestraník za STAN Luděk Jeništa. Do Senátu kandidovali také dětský lékař Bohuslav Procházka z KDU-ČSL, středoškolský učitel Jiří Reichel z KSČM a jaderný fyzik Jiří Strachota ze Svobodných.
První kolo vyhrál s 31,57 % hlasů Jaromír Strnad, do druhého kola s ním postoupil Bohuslav Procházka, který obdržel 20,38 % hlasů. Ve druhém kole zvítězil Bohuslav Procházka, který získal 50,62 % hlasů.
| Kandidát | Kandidát                    | Volební strana | Navrhující strana | Politická příslušnost | Počet hlasů (1. kolo) | %     | Počet hlasů (2. kolo) | %     |
| -------- | --------------------------- | -------------- | ----------------- | --------------------- | --------------------- | ----- | --------------------- | ----- |
|          | MUDr. Bohuslav Procházka    | KDU-ČSL        | KDU-ČSL           | KDU-ČSL               | 9 567                 | 20,38 | 10 606                | 50,62 |
|          | Ing. Jaromír Strnad         | ČSSD, ANO      | ČSSD              | ČSSD                  | 14 820                | 31,57 | 10 344                | 49,37 |
|          | Ing. Kateřina Daczická, MBA | ODS            | ODS               | BEZPP                 | 6 857                 | 14,61 | —                     | —     |
|          | Mgr. Luděk Jeništa          | STAN           | STAN              | BEZPP                 | 6 845                 | 14,58 | —                     | —     |
|          | Ing. Antonín Dušek          | SPD            | SPD               | SPD                   | 4 165                 | 8,87  | —                     | —     |
|          | Ing. Jiří Reichel           | KSČM           | KSČM              | KSČM                  | 2 438                 | 5,19  | —                     | —     |
|          | Mgr. Jiří Strachota, CSc.   | Svobodní       | Svobodní          | Svobodní              | 2 237                 | 4,76  | —                     | —     |

## Volební účast
|  | nejvyšší volební účast |  | nejnižší volební účast |

| Rok  | % (1. kolo) | % (2. kolo) |
| ---- | ----------- | ----------- |
| 1996 | 35,20       | 33,55       |
| 1998 | 47,25       | 18,59       |
| 2004 | 28,04       | 17,77       |
| 2010 | 46,58       | 24,02       |
| 2016 | 30,81       | 13,38       |
| 2022 | 44,04       | 18,69       |